# 鳴海インターチェンジ
鳴海インターチェンジ（なるみインターチェンジ）は、愛知県名古屋市緑区黒沢台にある名古屋第二環状自動車道のインターチェンジである。

## 概要
国道302号沿いに敷設され、直交する名古屋市道東海橋線（東海通）と愛知県道56号名古屋岡崎線を挟んで、南側に名古屋南JCT方面への入口と同方面からの出口が、北側に上社JCT方面への入口と同方面からの出口が設けられている。
インターチェンジは地盤面よりも低い位置に敷設されているため、掘割構造部内に料金所を設けている。

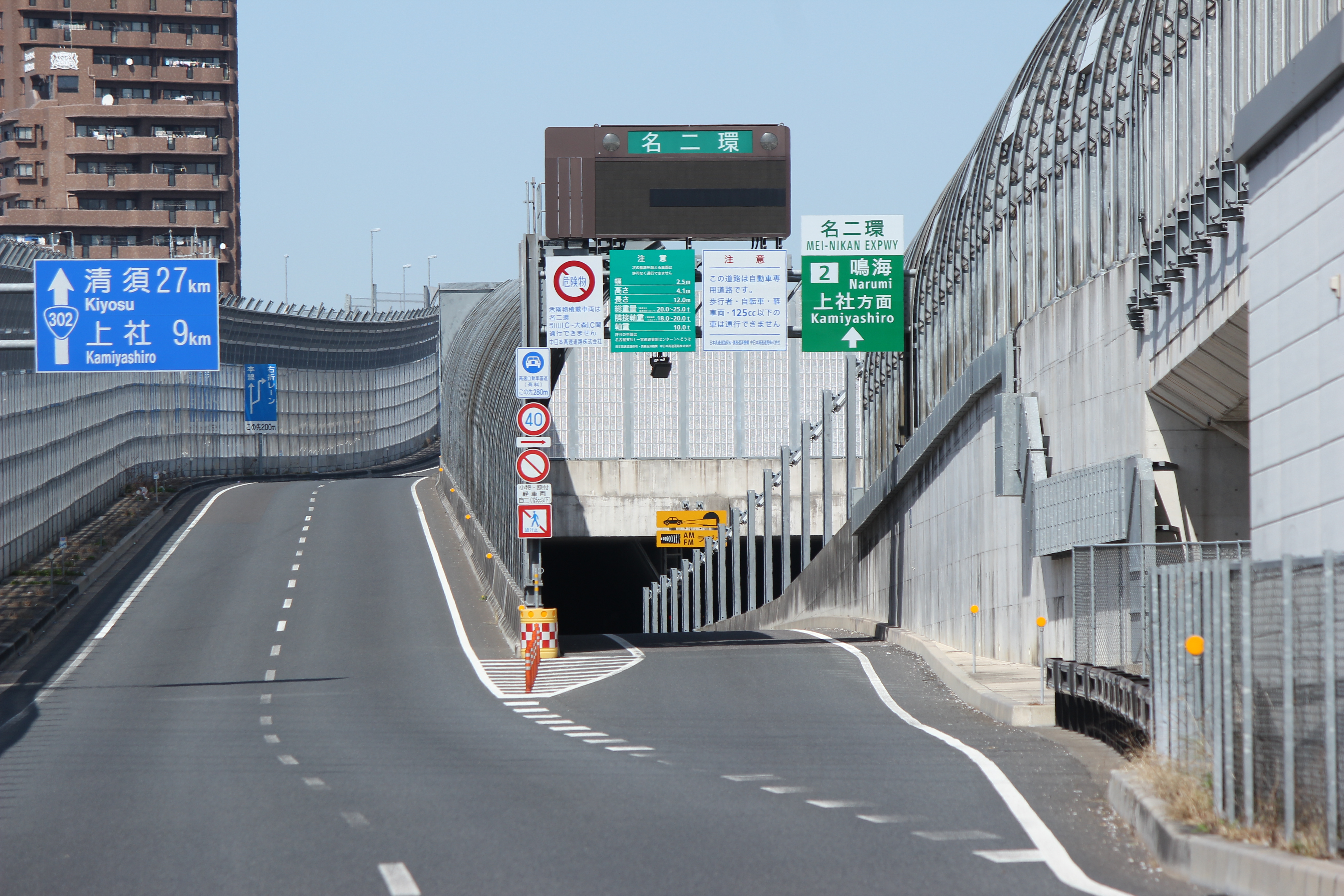
上社JCT、楠JCT方面（北側）入口
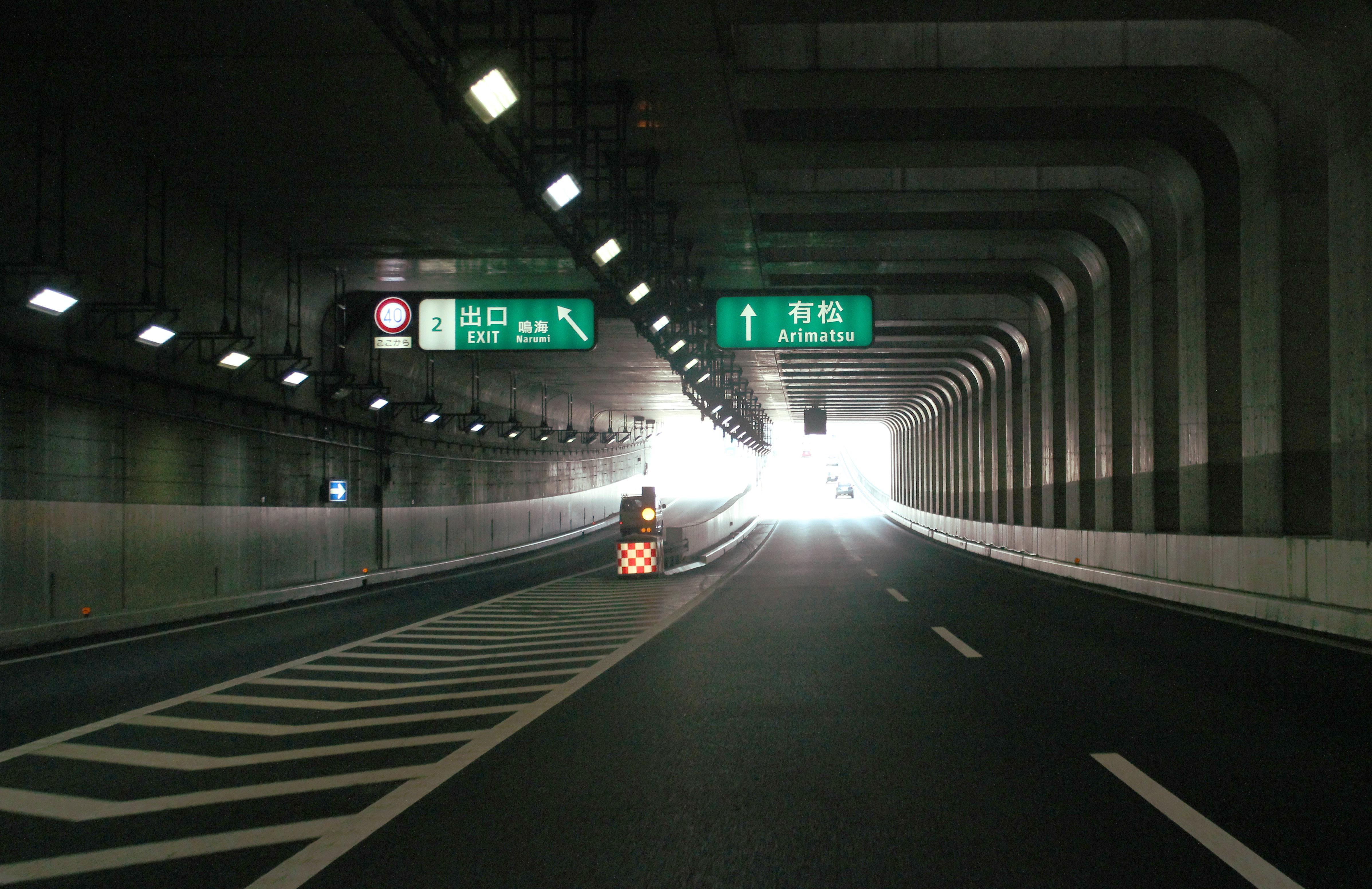
外回り出口への分岐部

## 歴史
- 2011年（平成23年）3月20日 : 名古屋南JCT-高針JCT間開通に伴い供用開始[5]
- 2023年（令和5年）4月18日 : 第一料金所（名古屋南JCT方面入口）がETC専用になる[6]
- 2024年（令和6年）4月4日 : 第二料金所（上社JCT方面入口）がETC専用になる[7]

## 周辺
- 西友 鳴海店
- ココス 鳴海店
- ヒルズウォーク徳重ガーデンズ
- 名古屋市営地下鉄桜通線 神沢駅
- 名古屋市営地下鉄桜通線 徳重駅
- 名古屋市緑区役所徳重支所

## 接続する道路
- 直接接続
  - 国道302号（名古屋環状2号線）[2]
- 間接接続
  - 名古屋市道東海橋線（東海通）[2]
  - 愛知県道56号名古屋岡崎線[2]

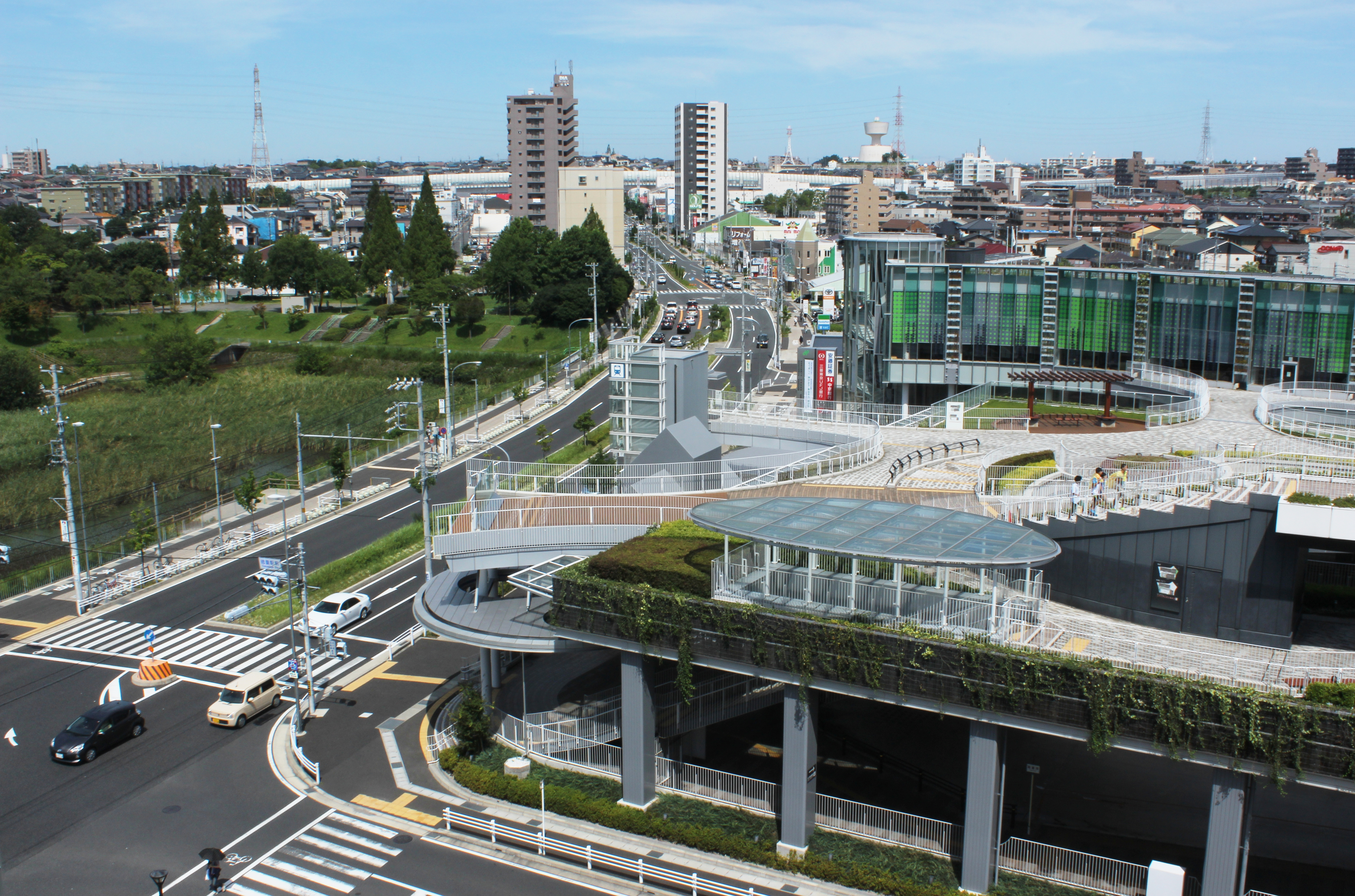
鳴海ICは国道302号を介して東海通・県道56号（奥から手前にのびる道路）に接続（左右にのびる奥の高架道路が名二環）
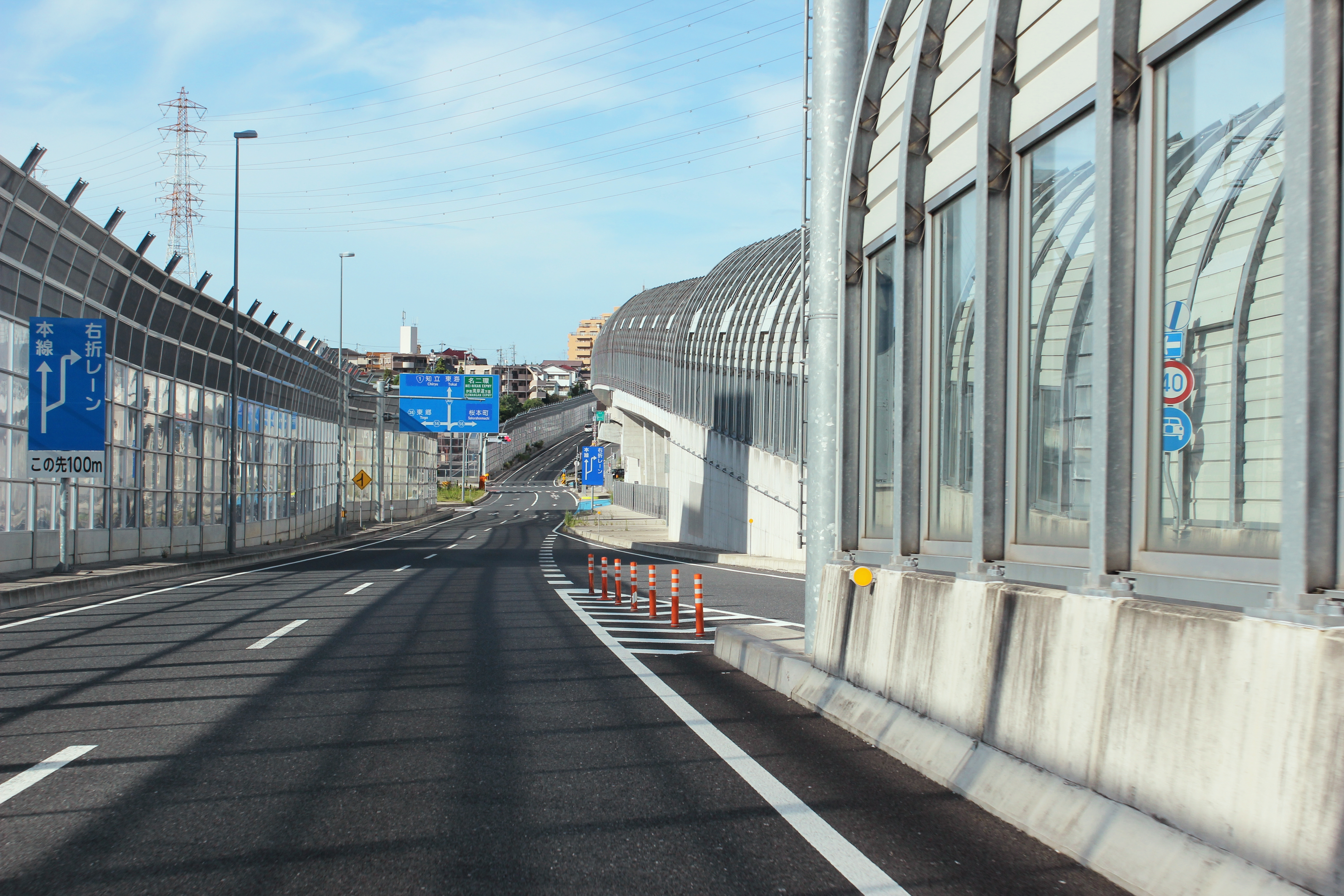
外回り出口の国道302号との合流部。その先の信号で東海通・県道56号に接続。

## 料金所
レーン運用は、時間帯やメンテナンスなどの事情により変更される場合がある。

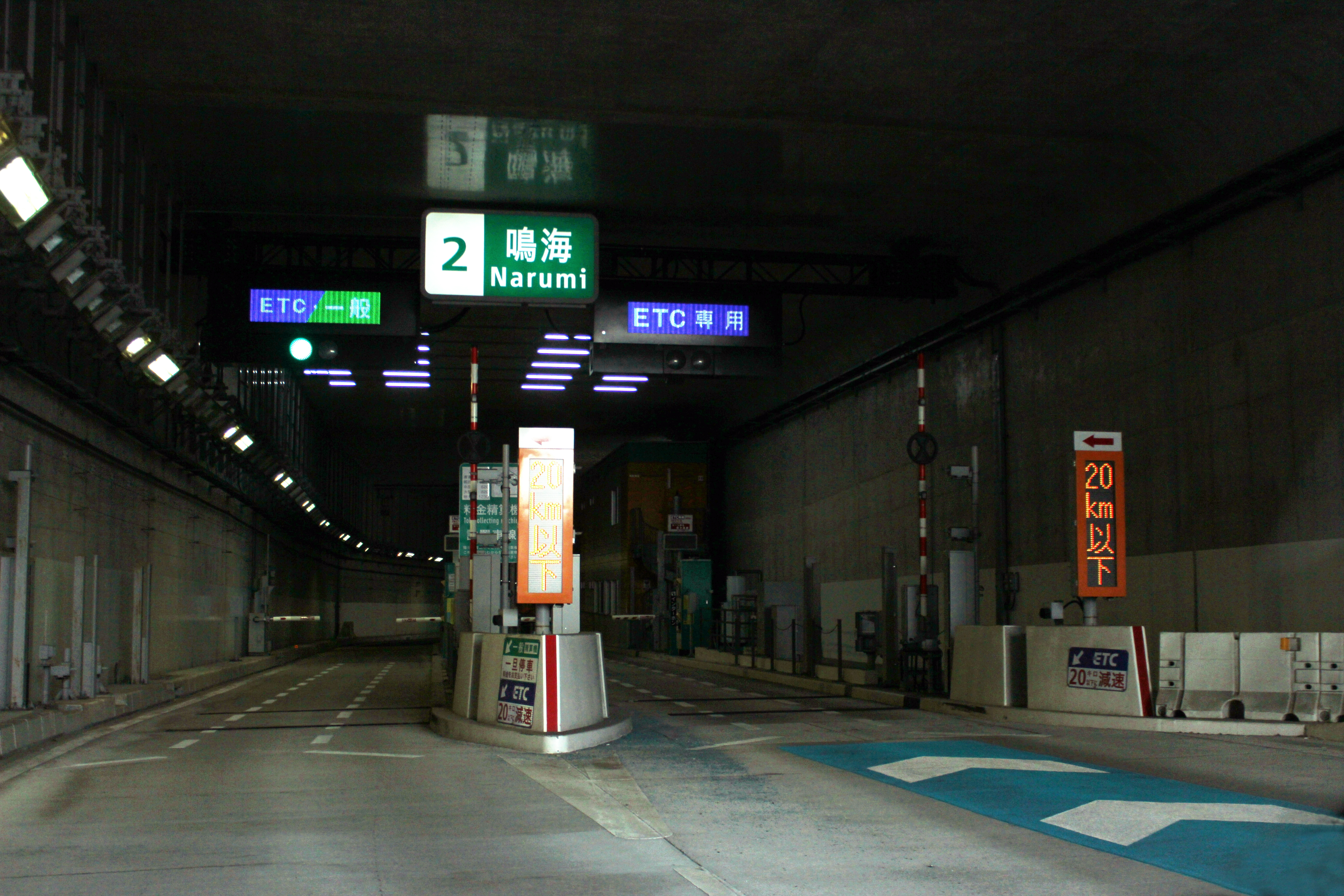
第一料金所

### 第一料金所（名古屋南JCT方面入口）
- レーン数：2[8]
  - ETC専用：1
  - ETC/サポート：1

### 第二料金所（上社JCT方面入口）
- レーン数：2[8]
  - ETC専用：1
  - ETC/サポート：1

## 隣
C2 名古屋第二環状自動車道（名二環）
(1)有松IC - (2)鳴海IC - (3)植田IC